# Roselend

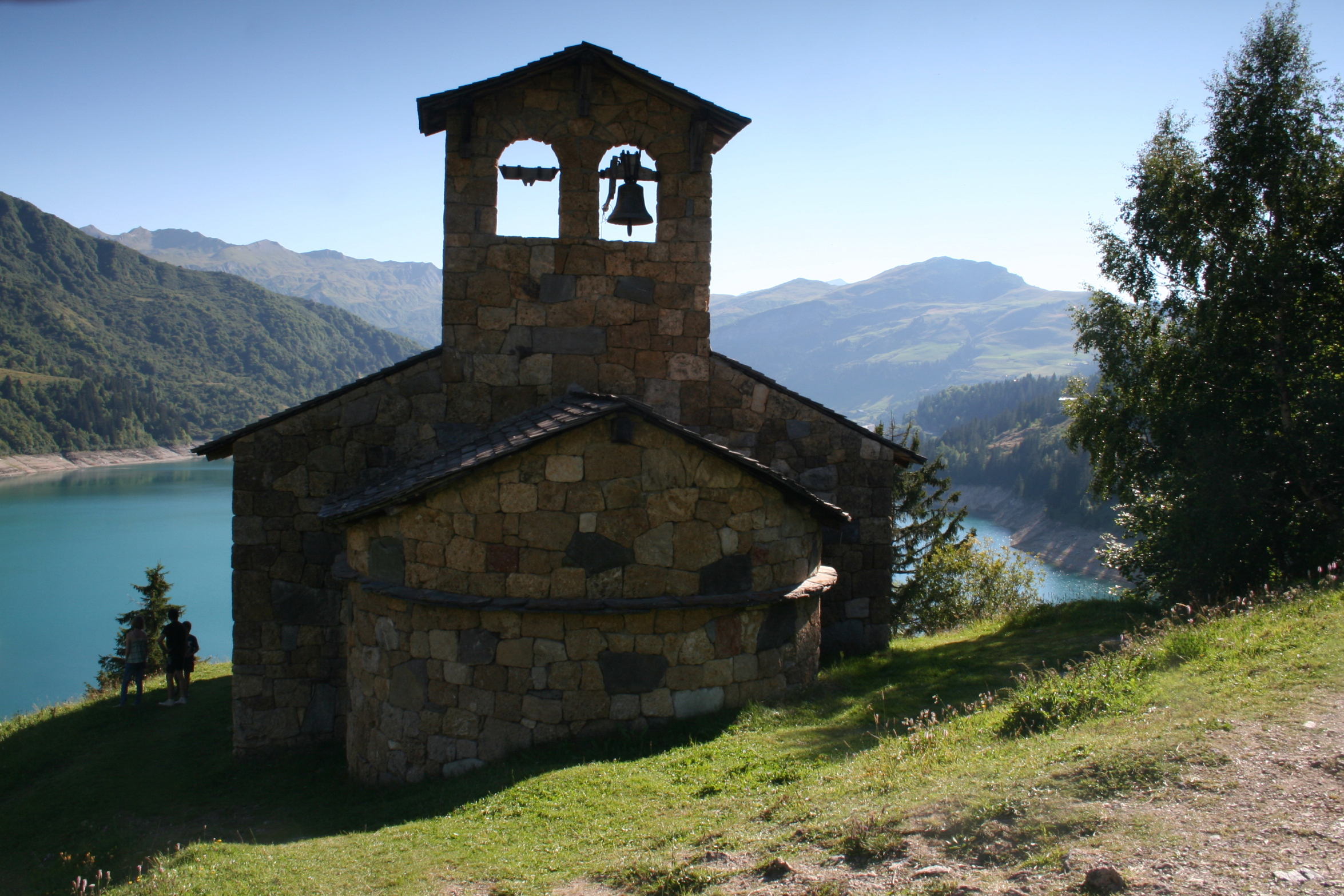
Chapelle de Roselend

Roselend – zbiornik zaporowy utworzony na rzece Doron w masywie Beaufortain w departamencie Sabaudia, w południowo-wschodniej Francji. Znajduje się między przełęczami Col du Pré, a Cormet de Roselend. Położone jest w pobliżu miasta Beaufort. W okolicy jeziora znajdują się góry do 2900 m n.p.m., między innymi Aiguille du Grand Fond.